# 校園革命
《校園革命》（日语：スクール革命!），日本电视台的校园类娱乐节目。2009年4月5日开播，播出时间为每周日11:45至12:45（JST）。主持人為内村光良，常规嘉宾包括山田涼介、八乙女光、知念侑李、山崎弘也、春日俊彰、若林正恭、高地优吾。